# Lorenzo Artale
Lorenzo Artale (Siracusa, 23 de enero de 1931 - Roma, 29 de octubre de 2002) fue un actor, director de escena y cine italiano.

## Vida profesional
Diplomado en actuación en la Academia Libre de Teatro dirigida por Peter Sharoff en 1959, como director ha dirigido cinco películas y ha escrito varios guiones.
Se dedicó durante muchos años a la adaptación de los diálogos en italiano y la dirección del doblaje para cine y televisión de producciones nacionales y extranjeras.
E 'stato fundador de A. I.D.A.C. - Asociación Italiana y adaptadores de diálogos de cine - y fue miembro de la junta de directores.Fue el director Artístico de C.R.L. - Cooperativa romana idiomas - en la sección de ediciones para doblaje de cine.
En 1985 fundó la "Academia Libre de Arte" para la formación de jóvenes actores y directores, de conformidad con las enseñanzas de Stanislavskij.
De 1987 a 1994 fue director de la Academia de Arte Dramático "Pietro Sharoff" en Roma, donde fue profesor de Sistema, Artes escénicas, Director Técnico y de doblaje.
En 1997 reanuda las actividades de enseñanza y formación con la "Academia Libre de Arte Salvo Randone", que dedica el resto de sus años.
Lorenzo Artale falleció el 29 de octubre de 2002.

## Filmografía
- Mariella
- Quei pochi giorni d'estate
- Edipeon
- I Pugni di Rocco
- Vivi ragazza vivi